# ВК ЦСКА (София)
ЦСКА (абревиатура от Централен спортен клуб на армията, изговаря се цѐ сѐ ка̀) е български волейболен клуб от София. Клубът е 29 пъти шампион на България при мъжете и 22 пъти при жените, носител е на 19 Купи на България при мъжете и 19 при жените. Носител на КЕШ за 1969 при мъжете и два пъти носител на КЕШ при жените през 1979 и 1984. Носител на КНК при мъжете през 1976 и при жените през 1982. Това е най-успешният български волейболен отбор в досегашната история на българския волейбол.

## История
На 5 май 1948 г. се създава спортен клуб „Септември при ЦДВ“, който обединява седем клуба по различни спортове, включително и волейбол. Негов наследник са последователно волейболните отбори на ЦДНВ, ЦДНА, ЦСКА, ЦСКА „Червено знаме“, ЦСКА „Септемврийско знаме“ и пак ЦСКА.
В годината на възникването си отборът печели шампионската титла, като волейболистите положили основата на ВК ЦСКА са Костадин Шопов (играещ треньор на отбора), Драгомир Стоянов, Митко Димитров, Димитър Еленков, Константин Тотев, Иван Иванов, Димитър Димитров, Петър Шишков, Александър Велев, Милко Караиванов (впоследствие треньор на мъжките и женски гарнитури).
В продължение на няколко десетилетия ЦСКА се утвърждава като запазена марка за професионални успехи в сферата на волейбола, известна както в национален така и в световен мащаб.
Доказателство за това са спечелените съответно през 1969 г. и 1976 г. КЕШ и Купа на купите от мъжкия състав на ЦСКА. Първата европейска титла на ЦСКА (1969) е на практика и първото по рода си отличие спечелено от български мъжки тим в областта на колективните спортове. В историята на българския волейбол то допринася за сериозното популяризане на този вид спорт в България, като в допълнение вдъхва солидна доза увереност във възможностите за развитието му в страната. Факт, който получава потвърждение още на следващата година, когато в София се провежда световното първенство по волейбол, на което българският национален отбор заема второто място, а за най-добър играч на турнира е избран Димитър Златанов. С този успех започва фактическото утвърждаване на националния ни тим в световен мащаб, ползващ се с изключително добро име в международното поле.
Европейските отличия при жените в периода 1979 – 1984 г. (КЕШ 1979, 1984 г.; КНК 1982 г.) издигат престижа на женското направление в клуба и поставят началото на сериозна доминация на ЦСКА във вътрешния шампионат през 80-те години на миналия век. Освен всичко друго успехите на ЦСКА в периода 1978 – 1980 г. са прелюдия и към Европейската титла на България от Европейското първенство в София през 1981 г.
От тази гледна точка спокойно може да се твърди, че състезателите на ЦСКА винаги са били колосите на националните отбори на България. През годините клубът допринесе за реализацията на няколко талантливи поколения волейболисти, превърнали се в живи легенди на българския волейбол. Сред тях са Д. Златанов (спечелил 8 шампионски титли), Ив. Иванов, Димитър Каров, Ив. Сеферинов, Ив. Николов (спечелил 8 шампионски титли като състезател и 5 шампионски титли като Старши треньор на ЦСКА), Борислав Кьосев (спечелил най-много шампионски титли – 9), Любомир Ганев, Николай Иванов, В. Тодоров, Ал. Попов, К. Тодоров и много др. При жените не бива да бъдат пропускани незабравимите мигове с червения екип на М. Минева, М. Стоева, Р. Каишева, Е. Шаханова, Цветана Божурина, Верка Стоянова, В. Николова, П. Натова, Е. Пашова, Мила Кьосева, В. Харалампиева, Десислава и Елица Никодимови, Антонина Зетова, Н. Маринова, В. Борисова, Ева Янева, Страшимира Филипова, Ева Янева, Елица Василева, Добряна Рабаджиева и др.
Неоспорими са заслугите към развитието и утвърждването на ВК ЦСКА от страна на треньорските щабове. Поколения треньори в своята работа със състезатели и подрастващи дадоха основание да се заговори за школа на ЦСКА и най-вече за българска волейболна школа. Семейство Шаханови, Димитър Димитров, Милко Караиванов, Васил Симов, Иван Николов, Димитър Каров, Мария Минева, Верка Николова, Стефан Христов, Александър Попов, Атанас Петров, Катя Марашлиева и много други. Шаханови създадоха поколението на Стоева, Стоянова, Каишева. Васил Симов го доразви, полагайки основата за развитието на ново съзвездие от състезатели като Пашова, Харалампиева, Деси Никодимова, Мила Кьосева, Бонева и др. При мъжете той откри и изгради волейболните величия Иван Николов, Борислав Кьосев, Стефан Соколов, Стефан Петров, Стоян Гунчев, Петко Петков и др. Неуморим до последния си дъх Иван Николов бе учителят на поредните таланти от школата на ЦСКА – Елица Никодимова, Антонина Зетова, Юлия Иванова, Нели Маринова, Валя Борисова, Лариса Симеонова, Петя Попова и др.
През 2013 година мъжкия ЦСКА е напуснат от основния си спонсор и влиза в тежка финансова криза. Отборът е спасен от феновете на клуба, като необходимите средства са набрани чрез акцията „Сто сърца за ЦСКА“. Този метод на финансиране се запазва и през следващите два сезона.
Кризата завършва през 2016 година, когато е привлечен Хипо Ленд като генерален спонсор на клуба. Отборът се завръща на европейската сцена, като се включи в турнира за купата на CEV. След победа в първия мач проведен в София с 3 – 1 и загуба със същия резултат в Швейцария, ЦСКА губи златния гейм и отпада от турнира. 
През сезон 2017 – 2018 г. и мъжете и жените завършват шампионата с бронзови медали.
През сезон 2022 - 2023 г. мъжкият отбор печели сребърните медали в шампионата. 

## Успехи

### Мъже
- 30 пъти Шампион на България (1946 като „Чавдар"), 1948, 1949, 1957, 1958, 1962, 1968, 1969, 1970, 1971, 1972, 1973, 1976, 1977, 1978, 1981, 1982, 1983, 1984, 1986, 1987, 1988, 1989, 1990, 1993, 1994, 1995, 2008, 2010, 2011
- 19 пъти носител на Купата на България 1967, 1969, 1970, 1973, 1979, 1981, 1982, 1984, 1985, 1986, 1988, 1990, 1991, 1992, 1993, 2002, 2009, 2010, 2011
- 2 пъти Купа „Атаро Клима“ 2007, 2009
- 2 пъти Купа „Филипови 2000“ 2009, 2010

- Носител на КЕШ за 1969
- Участник във „Финална 4-ка“ на КЕШ през 1963, 1971, 1977, 1985, 1987, 1988, 1990

- Носител на КНК за 1976
- Участник във „Финална 4-ка“ на КНК през 1981, 1986
- Участник в Шампионската лига през сезон 2009/10. ЦСКА се класира втори в групата, заедно със Зенит (Казан), но отпада на осминафинал от Асеко Ресовия.
- ЦСКА достига полуфинал през сезон 2010/11 за Купата на Европейската конфедерация по волейбол (CEV), след победа над Зираатбанк (Анкара) на четвъртфинала, като преди това завършва на трето място в групите за CEV Champions League

### Жени
- 24 пъти Шампион на България (1946, 1947 като Чавдар), 1978, 1979, 1982, 1983, 1985, 1986, 1987, 1988, 1989, 1991, 1992, 1993, 1995, 2000, 2004, 2005, 2007, 2008, 2010, 2011, 2012, 2013
- 19 пъти носител на Купата на България 1969, 1976, 1979, 1981, 1982, 1983, 1985, 1986, 1988, 1989, 1993, 1995, 1996, 2000, 2004, 2008, 2010, 2011, 2013
- 2 пъти носител на КЕШ 1979, 1984
- Участник във „Финална 4-ка“ на КЕШ през 1988, 1989
- Носител на КНК за 1982
- Участник във „Финална 4-ка“ на КНК през 1973, 1976, 1977, 1981, 1991

## Състав

### Мъже
Разпределители:
- Делчо Раев;
- Владимир Станков;

Центрове:
- Тодор Костов;
- Андрей Христов;
- Иван Михай;
- Виктор Кадиков;

Диагонали:
- Димитър Димитров;
- Иван Чолев;

Посрещачи:
- Ивайло Стефанов;
- Християн Великов;
- Александър Симеонов;
- Методи Ананиев;
- Иван Колев;
- Симеон Александров;

Либеро:
- Добромир Иванов;
- Валентин Пейчев;

Треньор:
 Александър Попов
Помощник – треньор:
 Ивайло Стефанов

### Жени
Разпределители:
- Лора Китипова;
- Даниела Кънчева;

Центрове:
- Христина Русева;
- Нора Богданова;
- Силвия Кьосева;
- Джесика Николова;
- Гергана Георгиева;

Диагонали:
- Габриела Цветанова;
- Симона Димитрова;

Посрещачи:
- Ралица Василева;
- Искра Минтова;
- Гергана Димитрова;

Либеро:
- Патрисия Йончева;
- Валерия Василева;

Треньор:
 Юлия Иванова
Помощник – треньори:
 Антонина Зетова